# Wooleya farinosa
Wooleya es un género monotípico de plantas suculentas perteneciente a la familia Aizoaceae. Su única especie: Wooleya farinosa L.Bolus, es originaria de Sudáfrica.

## Descripción
Es una  planta suculenta perennifolia, con un tamaño de 70 cm de altura. Se encuentra a una altitud de hasta 100 metros en Sudáfrica.

## Taxonomía
Wooleya farinosa fue descrita por Harriet Margaret Louisa Bolus y publicado en Journal of South African Botany 27: 48. 1960.
Sinonimia
- Sesuvium eastwoodianum Howell L.Bolus (1958) basónimo[2][3]